# 대전청사관리소
대전청사관리소(大田廳舍管理所)는 정부대전청사의 보수·유지·관리에 관한 관리본부의 사무를 분장하는 정부청사관리본부의 소속기관이다. 1998년 2월 19일 발족하였으며, 대전광역시 서구 청사로 189에 위치하고 있다. 소장은 고위공무원단 나등급에 속하는 일반직공무원으로 보한다.

## 연혁
- 1998년 2월 19일: 정부청사관리소 소속으로 대전청사관리소 설치.
- 2016년 12월 27일: 정부청사관리본부 소속으로 변경.

## 조직

### 소장
- 관리과[3]
- 시설과[4]

## 같이 보기
- 정부대전청사